# 索薩山
71°10′S 162°34′E / 71.167°S 162.567°E
索薩山（英語：Mount Soza）是南極洲的山峰，位於維多利亞地，屬於鮑爾斯山脈的一部分，海拔高度2,190米，該山峰以美國的地形測量工程師命名，現時受南極條約體系管理。